# Nadleśnictwo Łomża
Nadleśnictwo Łomża – z siedzibą w Łomży, obejmuje powierzchnię ok. 21 950 ha gruntów w tym 21470 ha lasów. Podzielone jest na 20 leśnictw w tym jedno selekcyjno-szkółkarskie. Administracyjnie obejmuje obszar 20 gmin w całości i 2 w niewielkiej części, położonych na terenie powiatów kolneńskiego, łomżyńskiego i zambrowskiego – województwo podlaskie oraz powiatów ostrołęckiego i ostrowskiego – województwo mazowieckie.
Największy kompleks leśny to "Czerwony Bór" o powierzchni ponad 10 000 ha obejmujący lasy po byłym poligonie wojskowym, o takiej samej nazwie. Pozostałe grunty zlokalizowane są w kilkudziesięciu mniejszych kompleksach i wielu pojedynczych działkach położonych wśród lasów prywatnych.
Jest to jedno z największych nadleśnictw w Polsce pod względem zasięgu terytorialnego (ok. 2500 km²). Nadleśnictwo położone jest w zachodniej części województwa podlaskiego i rozciąga się od rzeki Bug do dawnej granicy Prus Wschodnich, rozpiętość z północy na południe wynosi ok. 100 km. Na obszarze Nadleśnictwa zlokalizowanych jest 6 rezerwatów przyrody:
Dębowe Góry, Dzierzbia, Grabówka, Kalinowo, Rycerski Kierz i Wielki Dział oraz Łomżyński Park Krajobrazowy Doliny Narwi.
Oprócz działalności typowo leśnej, Nadleśnictwo posiada szkółkę produkującą drzewa i krzewy ozdobne.